# هيرميس ديزيو
هيرميس ديزيو (بالإسبانية: Hermes Desio)‏ هو لاعب كرة قدم أرجنتيني في مركز الوسط، ولد في 20 يناير 1970 في روساريو في الأرجنتين. لعب مع إنديبندينتي وديبورتيفو ألافيس وسيلتا فيغو ونادي سالامانكا.

## وصلات خارجية
- هيرميس ديزيو على موقع قاعدة بيانات كرة القدم.إي يو (الإنجليزية)